# Delia Nivolelli rosso
Il Delia Nivolelli Rosso è un vino DOC la cui produzione è consentita nella provincia di Trapani.

## Vitigni con cui è consentito produrlo
- Nero d'Avola, Pignatello o Perricone, Merlot, Cabernet Sauvignon, Syrah e Sangiovese da soli o congiuntamente minimo 65%.
- Possono concorrere alla produzione di detti vini, le uve di altri vitigni a bacca rossa, autorizzati e/o raccomandati per la provincia di Trapani, da soli o congiuntamente sino ad un massimo del 35%.[1]

Calabrese è sinonimo di Nero d'Avola
Pignatello è sinonimo di Perricone

## Caratteristiche organolettiche
- colore: rosso rubino più o meno intenso, granata vivace con riflessi

aranciati se invecchiato;
- profumo: vinoso, delicato;
- sapore: asciutto, sapido, caldo, armonico. Giustamente tannico

## Produzione
Provincia, stagione, volume in ettolitri
- nessun dato disponibile